# Willy Lages

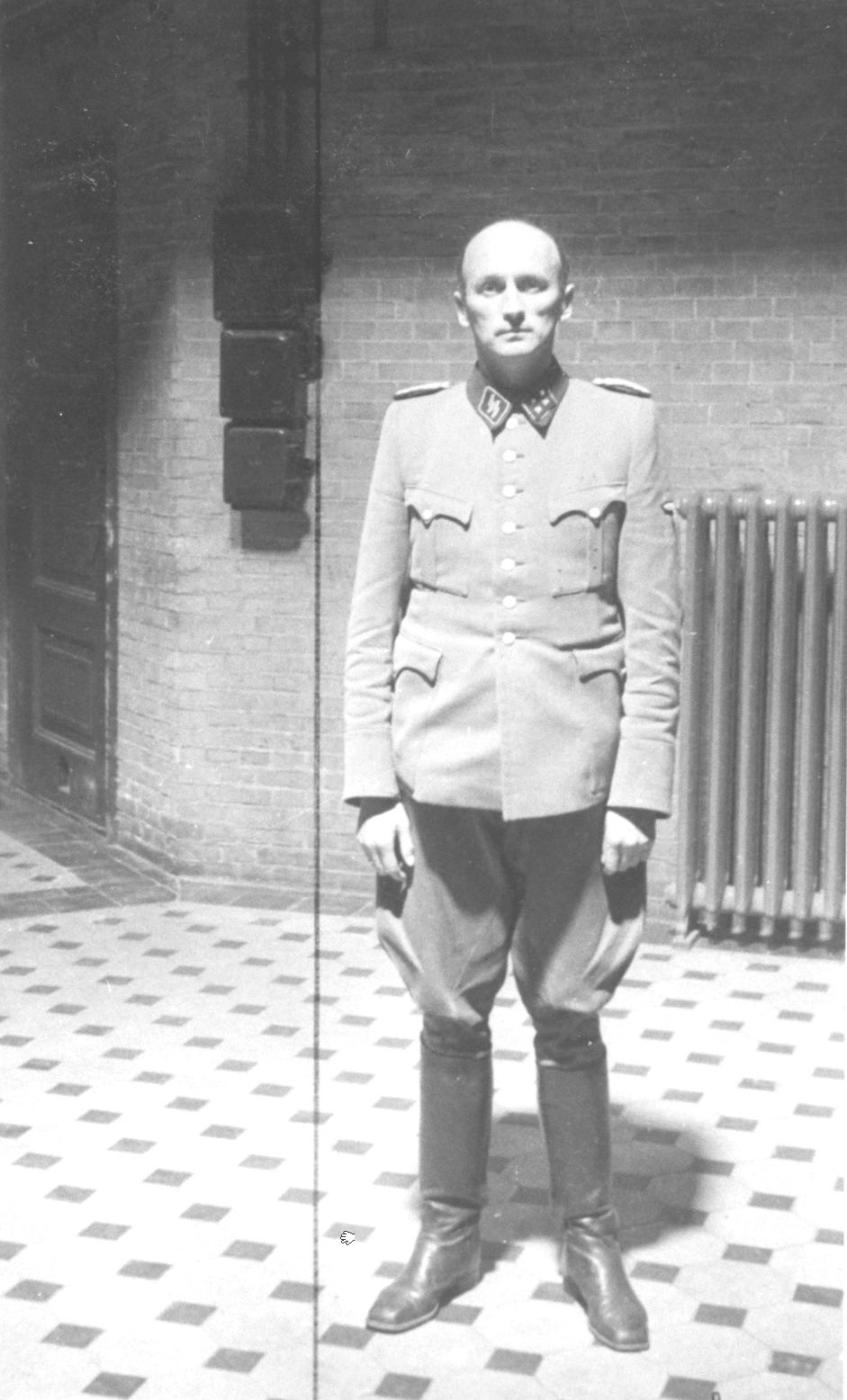
Willy Lages

Willy Paul Franz Lages, auch Willi Lages (* 5. Oktober 1901 in Braunschweig; † 2. April 1971 in Braunlage) war während des Zweiten Weltkriegs SS-Sturmbannführer, Leiter des Sicherheitsdienstes in Amsterdam und in dieser Funktion Vorgesetzter des Leiters der Zentralstelle für jüdische Auswanderung in Amsterdam. Er war mitverantwortlich für die Deportation von Juden aus den Niederlanden in die deutschen Konzentrationslager.

## Leben
Lages trat 1921 seinen Dienst bei der Schutzpolizei Braunschweig an. Zur Zeit des Nationalsozialismus war er als Kriminalkommissar bis Anfang Oktober 1940 stellvertretender Leiter bei der Gestapo Braunschweig. Dienststellenleiter war zu dieser Zeit Eduard Holste.
Während des Zweiten Weltkrieges war Lages ab dem 7. Oktober 1940 beim Befehlshaber der Sicherheitspolizei und des SD in den deutsch besetzten Niederlanden eingesetzt, wo er ab 1941 zusammen mit Ferdinand aus der Fünten die Zentralstelle für jüdische Auswanderung in Amsterdam leitete. Zeitweise war dort Thea Hoogensteijn, geheime Informantin des Widerstands, als seine Sekretärin tätig. Lages, der zum 1. Mai 1933 der NSDAP beigetreten war (Mitgliedsnummer 3.552.661), stieg innerhalb der SS (SS-Nummer 267.729) Anfang September 1942 zum SS-Sturmbannführer auf.

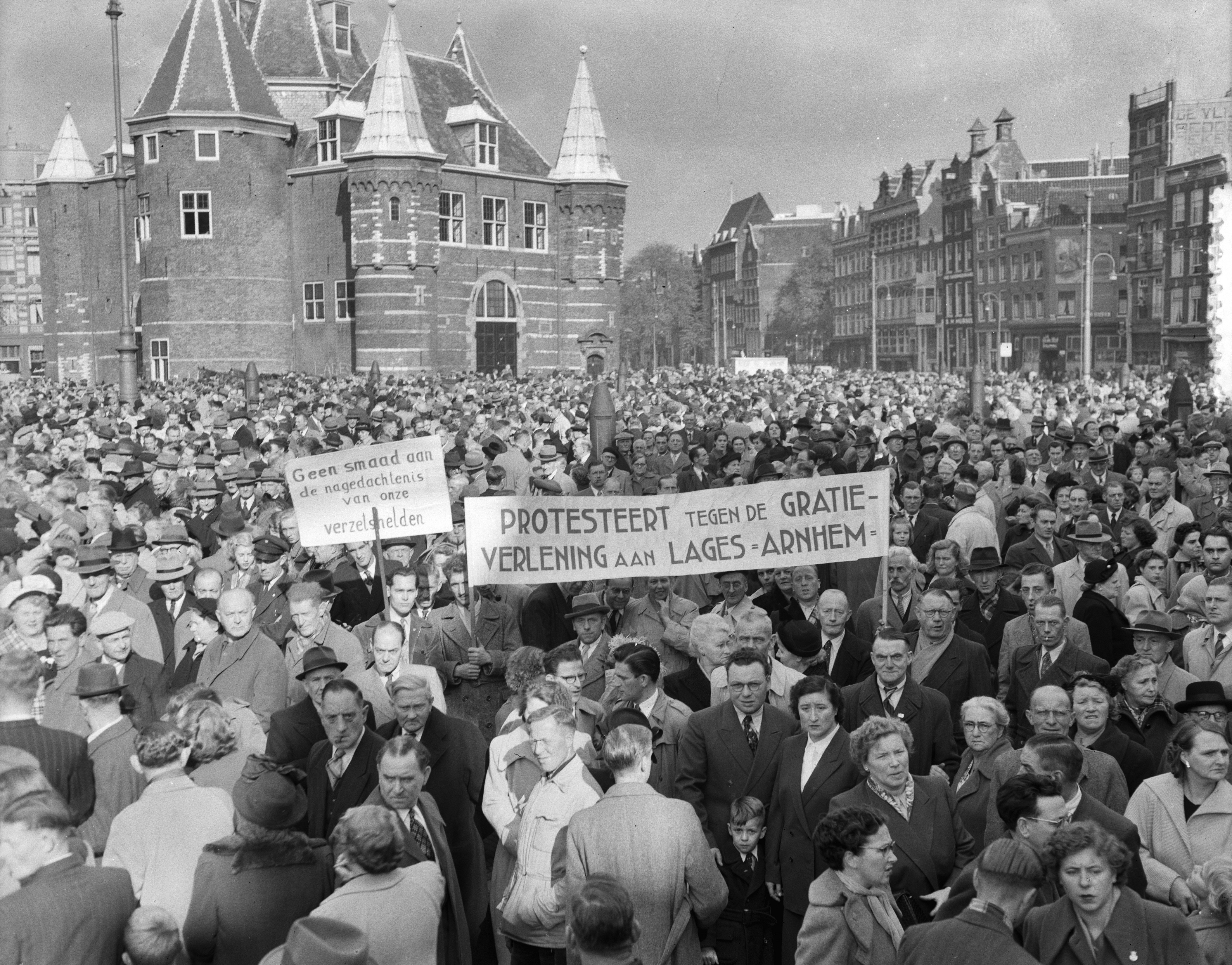
Demonstration gegen mögliche Amnestie für Lages (1952)

Lages wirkte an der Verhaftung des Widerstandsleiters Johannes Post mit und war bei dessen Hinrichtung am 16. Juli 1944 anwesend. Darüber hinaus ist er für die Erschießung der niederländischen Widerstandskämpferin Hannie Schaft am 17. April 1945 mitverantwortlich.
Lages wurde 1949 in den Niederlanden zum Tod verurteilt. Königin Juliana weigerte sich, das Urteil zu unterschreiben, weshalb die Strafe 1952 in eine lebenslange Gefängnisstrafe umgewandelt wurde. Lages wurde als einer der Vier von Breda zusammen mit Ferdinand aus der Fünten, Joseph Johann Kotalla und Franz Fischer inhaftiert. Wegen einer ernsten Krankheit wurde Lages 1966 auf Initiative von Justizminister Ivo Samkalden vorzeitig „aus humanitären Gründen“ entlassen und nach Deutschland abgeschoben. Diese Entscheidung führte zu großen Unruhen in den Niederlanden.
Lages starb 1971, fünf Jahre nach seiner Haftentlassung, in Deutschland.